# Lernverlaufsdiagnostik
Lernverlaufsdiagnostik ist eine Methode zur Dokumentation und Beurteilung der Lernentwicklung an Schulen.

## Methodik
Die Lernverlaufsdiagnostik misst und dokumentiert die individuelle Lernentwicklung durch ökonomische, kurze Testungen (zwei bis fünf Minuten) in einem wöchentlichen, zweiwöchentlichen oder monatlichen Abstand. Die Lernverlaufsdiagnostik wird kontinuierlich während des Schuljahres durchgeführt und die Ergebnisse in einem Team besprochen, um daraus den Unterricht, die aktuelle pädagogische Interventionen oder Förderung individuell an einzelne Personen, Personengruppen oder Klassen anzupassen und die Lernprozesse zu optimieren. Lernverlaufsdiagnostik ist ein formatives Assessment (Formative Evaluation) und wird meist unter der Bezeichnung Curriculum Based Measurement(CBM) im Response-to-Intervention-Ansatz angewendet.
Lernverlaufsdiagnostik wurde in den USA bereits seit Mitte der achtziger Jahre (Deno, 1985) im schulischen Kontext eingesetzt. Im deutschsprachigen Raum wurden das Konzept von Klauer (2006) und Walter (2009) als standardisierten, unterrichtsbegleitenden Diagnostik bekannt gemacht. Seit dem Schuljahr 2010/11 wird Lernverlaufsdiagnostik im Rügener Inklusionsmodell angewendet und empirisch erprobt.
Mittlerweile arbeiten mehrere wissenschaftliche Arbeitsgruppen an reliablen Tests und Plattformen für den Einsatz in der Schule und pädagogischen Praxis. Ein wissenschaftliches Projekt ist beispielsweise die Onlinetestplattform Lernverlaufs-Monitoring (Levumi), welche kostenlos und reliable Lernverlaufsdignostik für die Lernbereiche Deutsch und Mathematik für insbesondere inklusive Schule und Förderschulen bietet. Insbesondere internetgestützte Testsysteme werden sich in den kommenden Jahren durchsetzten, da sie im Unterricht am Tablet einfach mit dem aktuellsten Test durchzuführen sind und sofort die Auswertung auch mit komplexen Darstellungsformen ermöglichen.